# جی جی هیکسون
جی جی هیکسون (انگلیسی: JJ Hickson؛ زادهٔ ۴ سپتامبر ۱۹۸۸) بازیکن بسکتبال اهل ایالات متحده آمریکا است.

## حرفه
از باشگاه‌هایی که در آن بازی کرده‌است می‌توان به کلیولند کاوالیرز، پورتلند تریل بلیزرز، دنور ناگتس، و ساکرامنتو کینگز اشاره کرد.